# Брамка (Куявсько-Поморське воєводство)
Брамка (пол. Bramka) — село в Польщі, у гміні Буковець Свецького повіту Куявсько-Поморського воєводства.
Населення — 243 особи (2011).
У 1975-1998 роках село належало до Бидгощського воєводства.

## Демографія
Демографічна структура станом на 31 березня 2011 року:
|          | Загалом | Допрацездатний вік | Працездатний вік | Постпрацездатний вік |
| -------- | ------- | ------------------ | ---------------- | -------------------- |
| Чоловіки | 123     | 29                 | 87               | 7                    |
| Жінки    | 120     | 35                 | 64               | 21                   |
| Разом    | 243     | 64                 | 151              | 28                   |